# Снежина Панова
Снежина Димитрова Панова е българска театроведка и театрална историчка.

## Биография
Снежина Панова е родена на 16 януари 1933 г. в гр. Долни Дъбник. Завършва българска филология в Софийския държавен университет през 1956 г. и театрознание във ВИТИЗ „Кръстьо Сарафов“ през 1959 г. Защитава докторат върху рецепцията на Молиер у нас (1967), а през 1978 г. получава научната степен „доктор на изкуствознанието“ за изследването „Стъпала на комедията“.
От 1967 г. до смъртта си е преподавател в НАТФИЗ по история на европейския театър и по теория на драмата, както и дългогодишен ръководител на катедра „Театрознание“. След пенсионирането си е избрана за професор-доайен.
Съпруга на Тончо Жечев.
Умира на 17 юли 2009 г.

### Монографии
- 1973 – Теория на драмата. 1973.
- 1975 – Молиер на българска сцена. 1975.
- 1978 – Смях и присъда. 1978.
- 1980 – Стъпала на комедията: Развитие на комедийния жанр у нас от 1856 до 1944 г.. София: Български писател, 1980, 259 с.
- 1984 – Пиеса срещу пиеса. 1984.
- 1987 – Ст. Л. Костов. 1987.